# 伊朗魮
伊朗魮（学名：Barbus sublimus）為輻鰭魚綱鯉形目鯉科的一個種。分布於亞洲伊朗底格里斯河流域，體長可達11.5公分，棲息在水質混濁具礫石底質的溪流。

## 扩展阅读
維基物種上的相關：伊朗魮